# Montesardo
Montesardo is een plaats (frazione) in de Italiaanse gemeente Alessano.

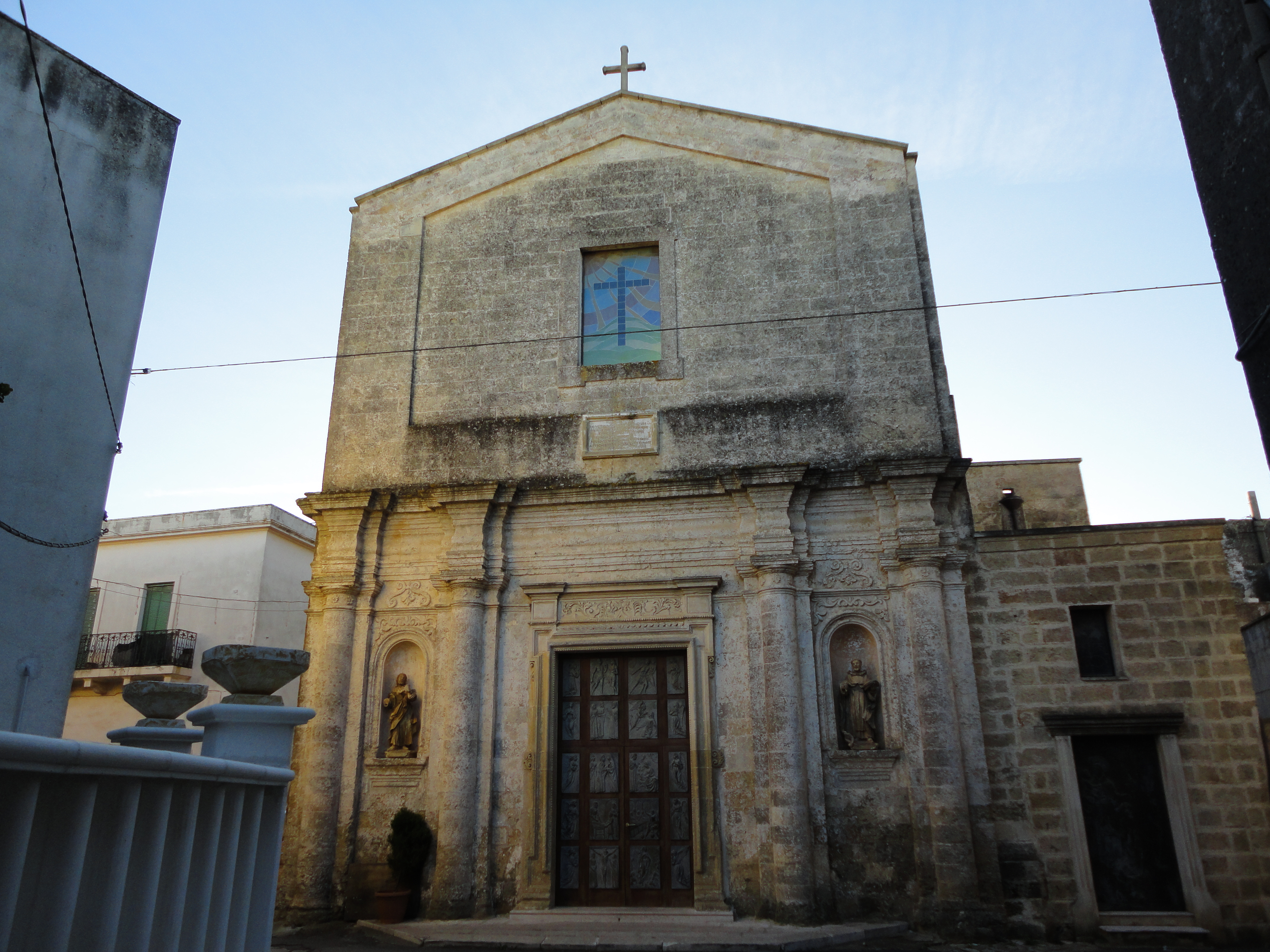
Parochiekerk van Montesardo
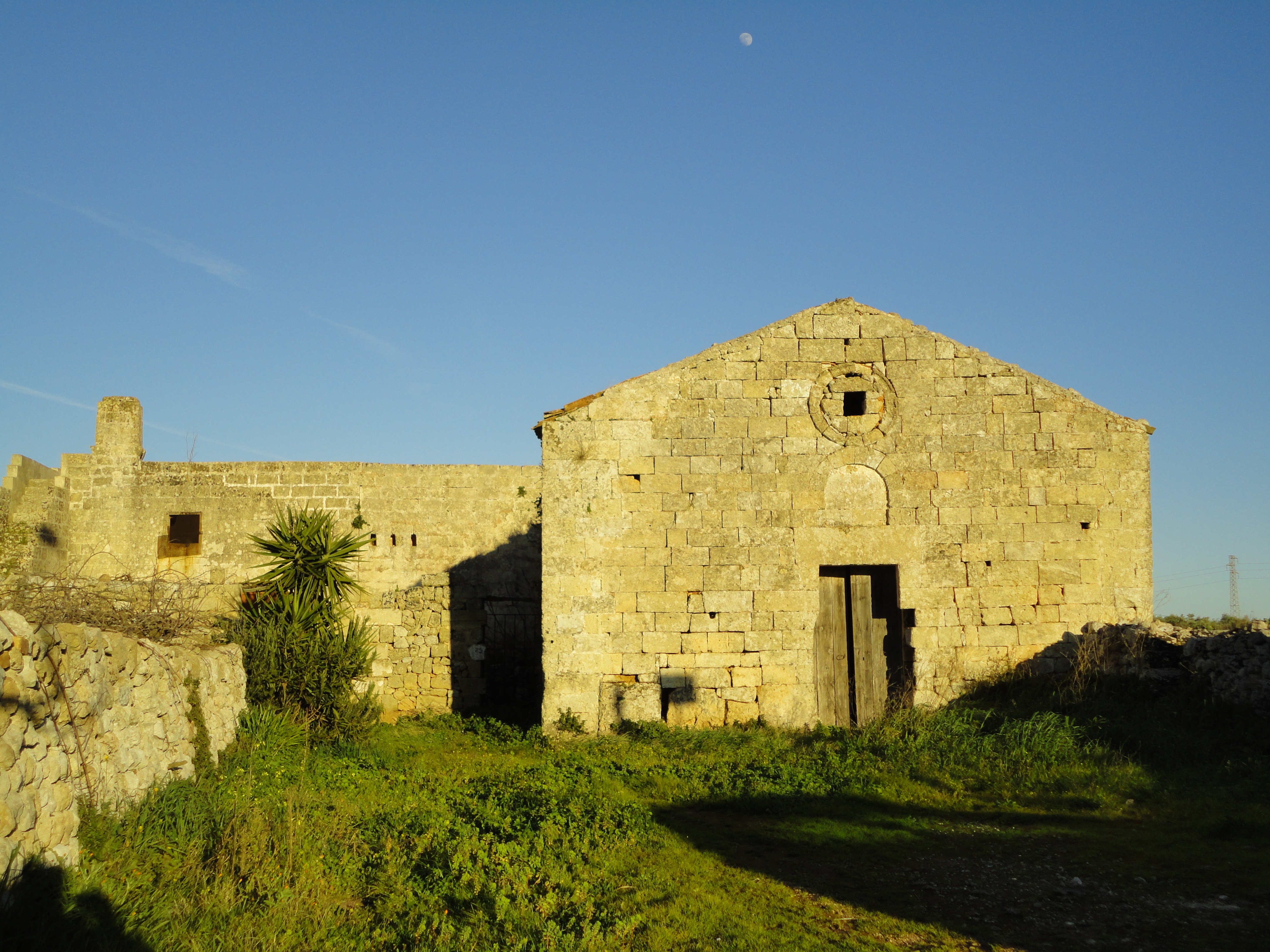
Kerk van Santa Barbara in Montesardo
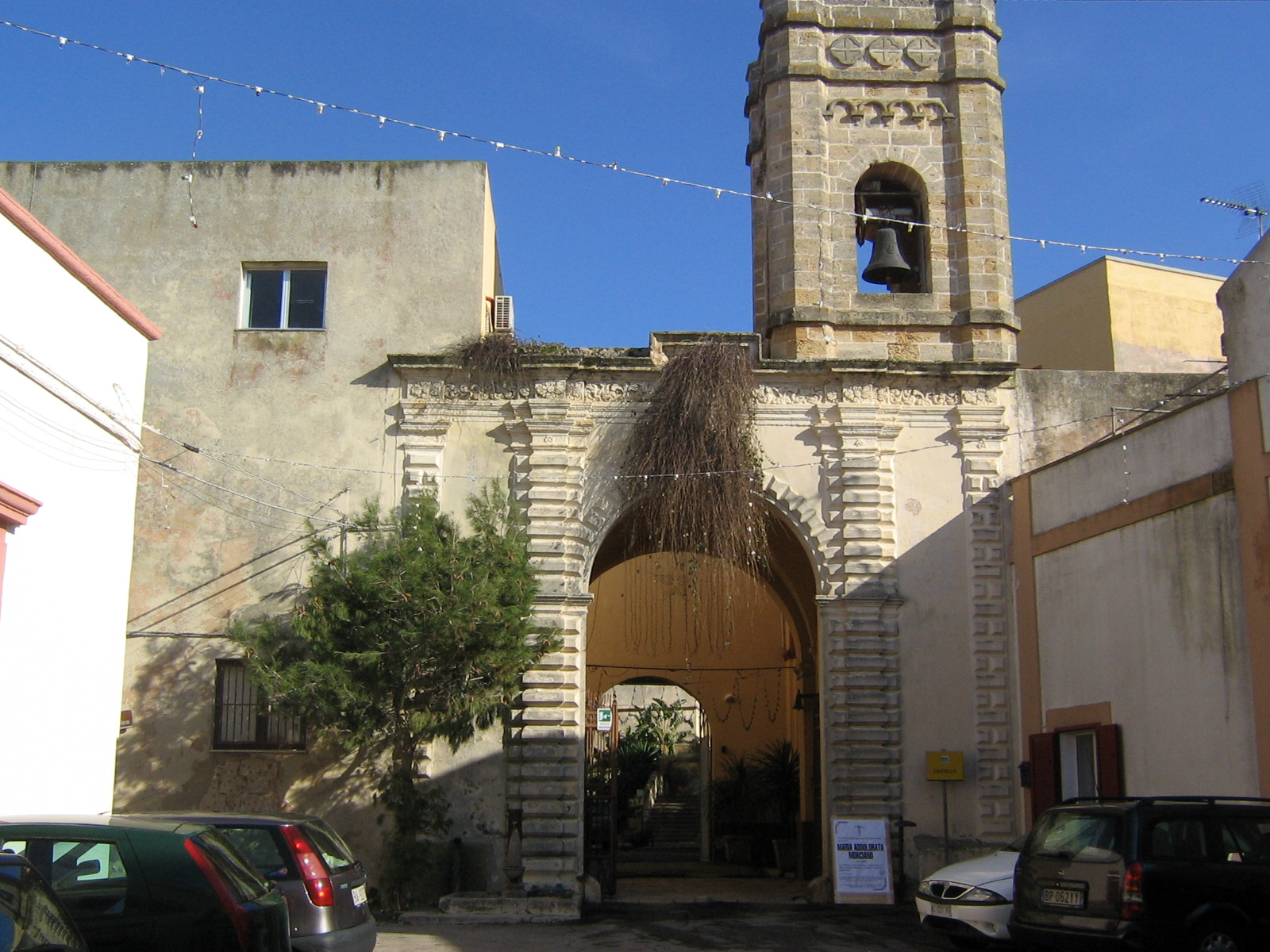
Kasteel van Montesardo